# كوبابا (إلهة)
كوبابا إلهة ذات أصل غير مؤكد كانت تُقدس في سوريا القديمة. وبالرغم من تشابه اسمها مع اسما الملكة الأسطورية كوبابا فيكيش وكيبيل في فريجيا ، إلا أنها شخصية إلاهية مميزة عنهما. شخصيتها غير معروفة جيدا. كانت هناك تقاليد محلية متعددة تربطها بآلهة أخرى، ولم تكن بالضرورة منسجمة مع بعضها البعض. وثقت لأول مرة في نصوص كانيش وألالاخ ، مع أن مركز عبادتها الرئيسي كان كركميش . كانت من بين الآلهة المعبودة في شمال سوريا ودُمجت في الديانة الحوريه ، وفي السياق الحوري ظهرت في بعض النصوص الأوغاريتية . ودُمجت كذلك في الدين الحثّي من خلال الوسطاء الحوريين. في الألفية الأولى قبل الميلاد، كانت تُعبد من قبل اللوفيين ، والآراميين ، والليديين ، ويمكن العثور على إشارات إليها في عدد من النصوص اليونانية.

## الاسم
كُتب الاسم كوبابا بالخط المسماري على النحو التالي: د كوبابا أو د كو-با-با (dku-ba-ba or dku-pa-pa)، و الصيغة الأخيرة موثقة في النصوص الحثية .  ويُفترض أن كوبات ku-ba-ba-at  ، الموثقة في النصوص الآشورية القديمة من كانيش ، هي صيغة أخرى.  اقترح فولكرت هاس Haas أن حرف التاء لاحقة المؤنث السامية.  في الأبجدية الأوغاريتية ، كان اسم كوبابا مكتوبًا كبب (𐎋𐎁𐎁 )،  في الهيروغليفية اللوفية (DEUS) ku -AVIS،  وفي الآرامية كبب. 
لا يُعرف معنى اسم كوبابا.  ويستبعد ألفونسو آرشي Archi أصل سامي.  ويدعم هذا الرأي إيليا ياكوبوفيتش Yakubovich كذلك.  ويذكر جونزالو روبيو Rubio أن اسم كوبابا ليس له أصل سومري واضح أيضًا، وبسبب بنية الاسم هذا يقارنه بأسماء مثل ألالا Alala، أو أرورو Aruru، أو بيليلي Belili، أو زابابا Zababa.  كما زعم فولكرت هاس في سبعينيات القرن العشرين، ربما نشأ هذا في طبقة لغوية .  ويذكر روبيو محاولات إثبات أن كوبابا وغيرها من الأسماء المشابهة لها نشأت في لغة أساسية واحدة، يشار إليها أحيانًا بالاسم غير الرسمي " لغة الموز " اللغة الفراتية الأولية، لكن هذا الرأي لم يجد دعمًا عالميًا ولا يوجد دليل على أن الأسماء المكررة المماثلة تشترك في أصل لغوي.  وبدلاً من ذلك ينسب روستيسلاف أوريشكو Oreshko الأصل الحوري إلى كوبابا.  ويستشهد باستخدام لقب الا ala- ، وهو مشتق من الكلمة الحورية "عشيقة"، للإشارة إليها في المصادر اللوفية كدليل محتمل. 

### كوبابا وكوباباالملكة
توجد في قائمة الملوك السومريين ،  ملكة لمدينة كيش اسمها كوبابا لكن بسبب اختلاف المكان والزمان، لا يمكن إثبات وجود صلة بينها وبين الإلهة كوبابا.  اسم الملكة ثيوفوري، ويمكن ترجمته من السومرية إلى " بابا المُشع".  والاسم يستحضر إلهة بلاد ما بين النهرين التي كانت تُعبد في لجش ، 

### كوبابا وگوبابا
من غير المؤكد ما إذا كان گوبابا ( d gu-ba-ba  ) المعروف في طقوس تكلتو الآشورية، فضلاً عن نصوص الشعائر الأخرى وكذلك قائمة الآلهة أن = أنوم ، هو نفس الإلهة كوبابا، مع وجود اقتراح بديل يرى أن الاسم گوبابا يشير إلى إله مذكر يمكن مقارنته إما مع نرجال أو أمورو .  وقد قام بيل-إيرش، حاكم شاديكاني الذي كان معاصرًا لآشور-ريش-إيشي الأول ،  بتجديد معبد الإله سامنوها والإله الذي حددته ستيفاني دالي باسم كوبابا،  د غو-با-با . 

### كوباباوكيبيلي
اقترح إيمانويل لاروش Laroche في عام 1960م أن كوبابا وكيبيلي هما نفس الشيء.  واستمر تكرار هذا الافتراض في المنشورات الأكاديمية حتى وقت قريب في العقد الأول من القرن 21 م.  فيما يعتقد مؤلفون آخرون عمومًا أن كيبيلي وكوبابا هما إلهتان منفصلتان تمامًا.  يلاحظ إيان رذرفورد Rutherford أن المؤلفين اليونانيين والرومانيين فقط هم من خلطوا بينهما، على الرغم من الأصل المميز لأسمائهم.  وصفة كيبلي كأم وعلاقتها بالجبال والطبيعة، وواقع أنه لم يجري التعامل مع كوبابا أبدًا باعتبارها أمًا، وكانت شخصيتها مدنية، ولا يوجد ارتباط مؤكد بالطبيعة (أو الجبال على وجه التحديد)، على النقيض من كيبيلي.  
يلاحظ مانفريد هوتر أن كل من كيبيلي وكوبابا كانتا تُعبدان في ليديا ، ويفترض أن انتشار النفوذ الفريجي وحرق المعبد المخصص لكوبابا والذي كان موجودًا في سرديس أدى إلى نهاية عبادتها واستبدالها تدريجيًا بعبادة كيبيلي. 

## الشخصية والأيقونوغرافيا

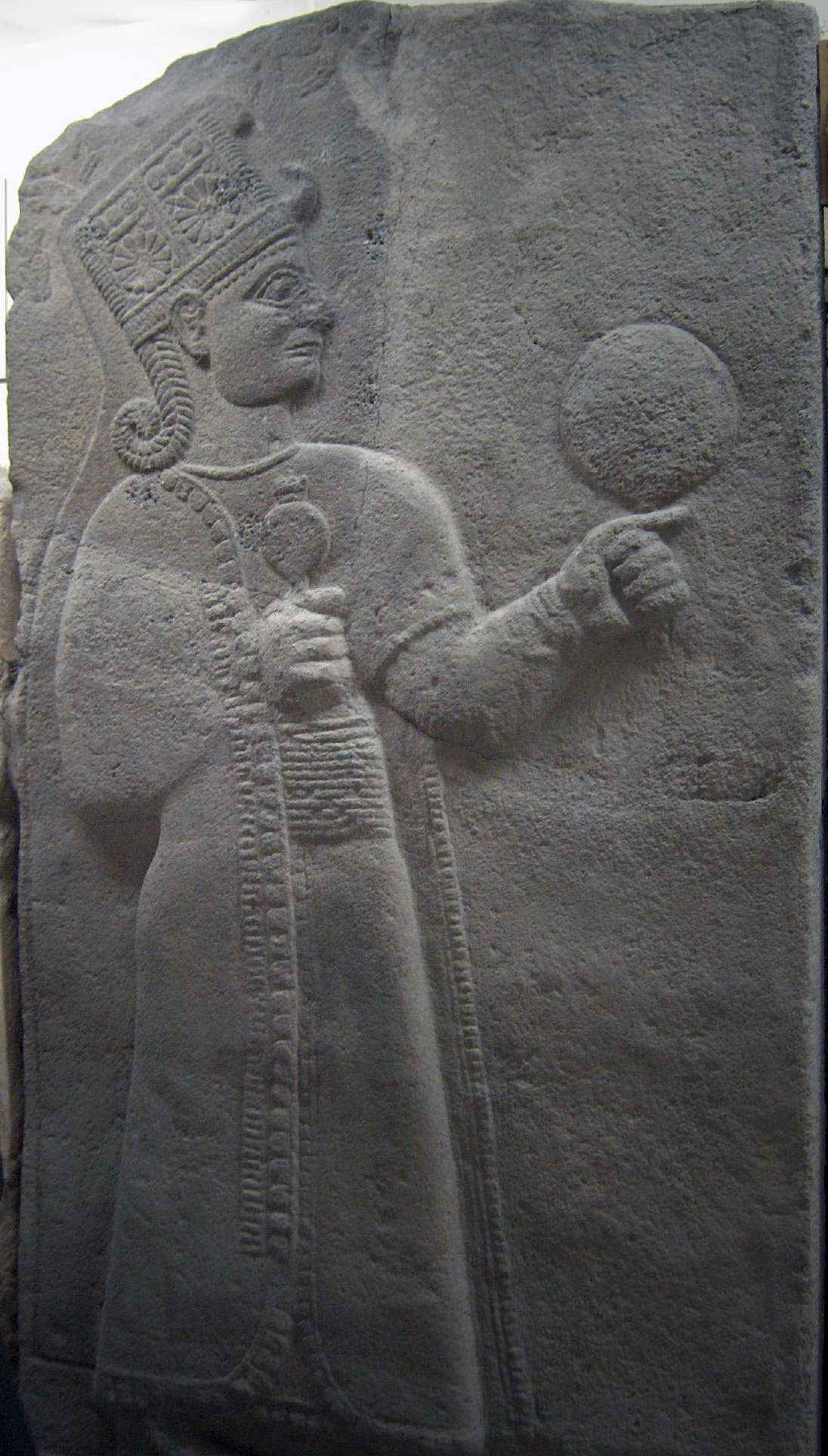
نحت بارز لكوبابا. متحف الحضارات الأناضولية ، أنقرة، تركيا

لا يُعرف الكثير عن شخصية كوبابا.  إذ لا تقدم نصوص الشعائر الحورية/الحيثية سوى القليل من المعلومات حول أدوارها أو تفاصيل عباداتها.  ويقتصر وصفها في المصادر اللوفية من كاركميش بأنها خيرية.  ويستنتج ألفونسو آرتشي بأنها إلهة مرتبطة بالدعاوى القضائية.  ويراها إيان رذرفورد بأنها "إلهة مدنية". 
كما يتضح من الفن في كركميش وأرسلان تبه، صُورت كوبابا جالسة على عرش، حاملة مرآة ورمانة، ترتدي تاج يشبه البولو على رأسها ووشاح موضوع إما فوقه أو على كتفيها.  وهناك نصبًا ينتمي إلى ما يسمى "حائط النحت الطويل " في كركميش، ويرجع تاريخه إلى عهد سوهي الثاني (النصف الثاني من القرن العاشر ق.م) يصور كوبابا وهي تحمل فرعًا وجسمًا قد يكون رمانًا، ولكن كما لاحظ نيكولو ماركيتي Marchetti وحسن بيكر Peker فإن الغصن سيكون سمة غير عادية لها.  . كما رُجح أيضًا أن النحت البارز لإلهة جالسة تحمل مرآة من سمال هو تصوير لكوبابا، على الرغم من أن هذا التحديد لا يعتمد على أي نقوش. 

## الارتباطات مع الآلهة الأخرى
يذكر مانفريد هوتر أن هناك تقاليد محلية متعددة تربط كوبابا بآلهة مختلفة، وليس من الممكن بالضرورة التوفيق بينها.  في البانتيون الحوري في كيزواتنا ، شكلت ثنائيًا مع اداما ، وهي إلهة موثقة بالفعل في نصوص إبلا .  كما تم ربطهما أيضًا في نصوص من أوغاريت .  نشأت العلاقة بينهما في الألفية الثانية ق.م، وفي وقت سابق كان يُنظر إلى اداما على أنها زوجة رشف .  وفي بعض الحالات، يمكن توسيع الثنائي المكون من كوبابا واداما إلى ثلاثي بإدراج هاشونتارهي.  تم إدراج هذه الآلهة الثلاثة بالترتيب في قوائم شعائر خيبات الحورية. 
في كركميش ، كانت كوبابا مرتبطة ارتباطًا وثيقًا بالإله المحلي كارهوها.  ونجدها مرتبطة به في نقش من ملاطية كذلك.  ويزعم ألفونسو آرتشي أنه كان يُنظر إليه باعتباره زوجها. 
إن الافتراض القائل بارتباط كوبابا بالإلهة الرافدينية عشتار الموجودة في عدد من المنشورات القديمة يعتبر الآن خاطئًا، إذ اعتمد حصريًا على قراءة خاطئة لسطر واحد في إحدى نصوص أسرحدون ، والتي كما ثبت لاحقًا تذكر كارهوها وكوبابا. 

## العبادة

### شهادات مبكرة
من المفترض أن أصول كوبابا نشأت في شمال سوريا الحديثة،  على الرغم من أنها مذكورة أيضًا في النصوص الآشورية القديمة بالفعل.  تحت الاسم المتغير كوبابات تظهر في مصادر من كانيش .  ويشير بيوتر تاراشا Taracha إلى أن وجود آلهة مثلها ونيسابا وإيشخارا في البانتيون المحلي وغياب الآلهة الحيثية يدل على تأثر دين المدينة بتقاليد جنوب الأناضول وشمال سوريا وبلاد ما بين النهرين.  وقد تم التعرف على إشارات إلى كهنة كوبابات في نصوص من كانيش. 
كذلك وردت شهادات مبكرة لكوبابا في النصوص المكتشفة في أثناء أعمال التنقيب في ألالاخ ، حيث توجد أسماء ثيوفورية تتضمنها.  إذ ذكر شخص معين يُدعى إيلي كوبابا كشاهد في نص قانوني.  وورد اسم ثيوفوري مختلف يستحضر كوبابا، وهو إيني كوبابا، في طبعة نقش ختم مالكه خادم لملك يمحاض ياريم ليم الأول،  الذي حكم من حلب وكان معاصرًا لملك ماري زمري ليم.  يرجحمانفريد هوتر أن سهل العمق ، الذي يطابق دولة موكيش القديمة التي كانت مركزها ألالاخ، كان المنطقة التي كانت تُعبد فيها كوبابا في الأصل وأنها انتشرت إلى كركميش والأناضول من هناك فقط.  يجادل روستيسلاف أوريشكو Oreshko ضد هذا الرأي، مشيرًا إلى أن كوبابا لم تكن مرتبطة أبدًا بمدينة أخرى غير كاركميش.  وهو يعزو الحفاظ على الأسماء الثيوفورية المبكرة التي تستحضرها في النصوص من ألالاخ إلى الصدفة، وليس إلى أهمية خاصة هناك. 

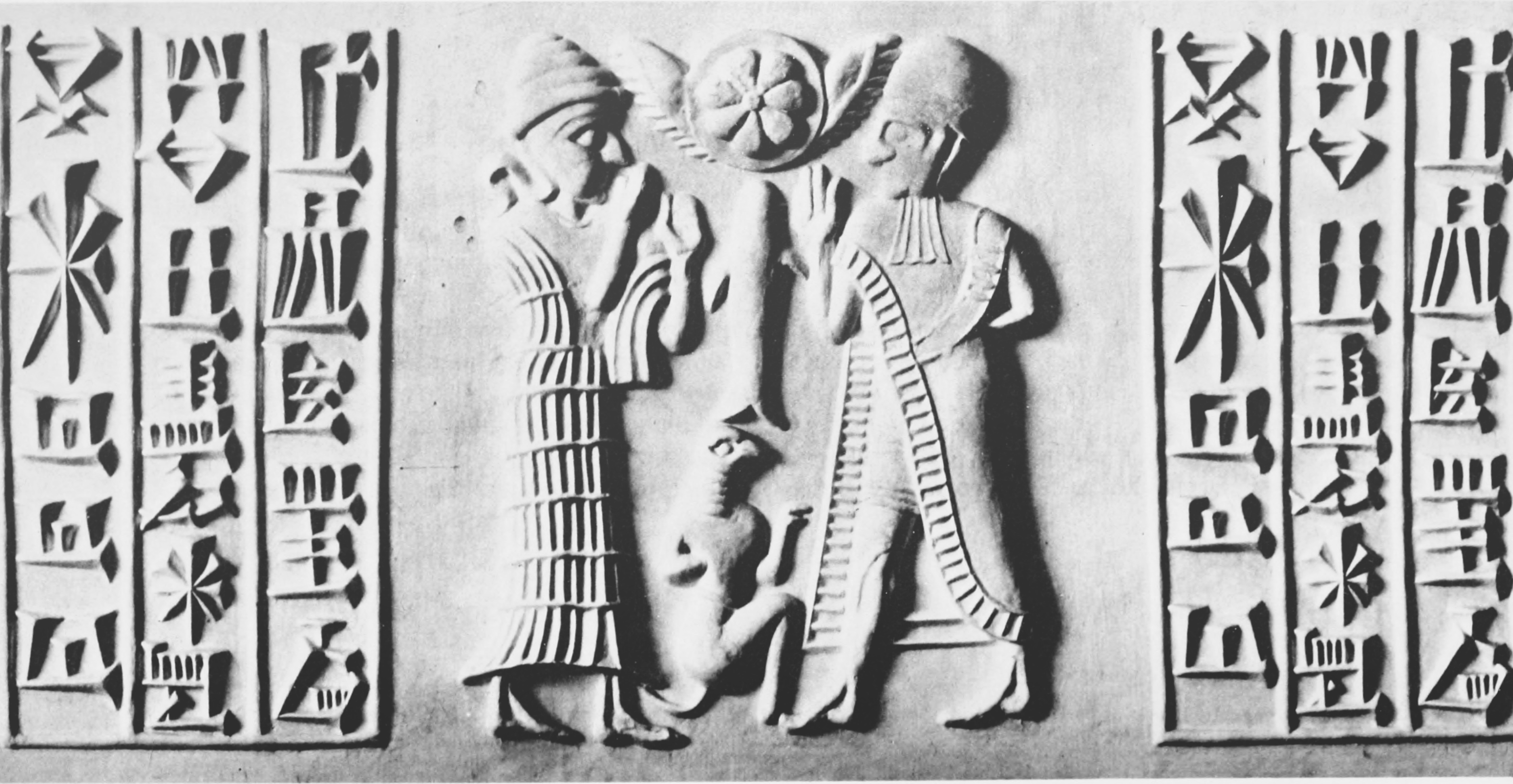
ختم من كركميش، مخصص للإلهة كوبابا القرن الثامن عشر قبل الميلاد.

أثبت بالفعل أن كوبابا كانت الإلهة الحامية لكركميش في القرن الثامن عشر ق.م.  إذ يوجد بالفعل ختم أسطواني من أصل غير مؤكد يعود تاريخه إلى حوالي عام 1770 ق.م يربطها بهذه المدينة.  الختم مملوك للأميرة ماترونا، ابنة الملك المحلي أبلاهاندا .  تشير المصادر من العصر البرونزي الأوسط إلى أن كوبابا كانت أحد الآلهة الثلاثة الرئيسيين في كركميش، وكان الاثنان الآخران هما نيرغال ونوبانداغ . 

### استقبال حوري وحيثي
دخت كوبابا أيضًا في الديانة الحوريين بعد وصول الحوريين إلى سوريا، على غرار عدد من الآلهة المحلية الأخرى، مثل أشتابي ، وأداما ، وخيبات ، وإيشارا وغيرهم.  وصارت واحدة من الآلهة الحوريّة التي كانت تُعبد في أوغاريت .  ففي الشعائر الموصوفة في اللوح RS 24.261، ترد تعليمات باللغتين الأوغاريتية والحورية تركز على عشتارت وشاوشكا ،  وادرجت كوبابا بين الآلهة التي تتلقى القرابين بعد أداما.  وتذكر رسالة مكتوبة بالخط المسماري المقطعي القياسي، RS 20.182c، مهرجانًا أقيم على شرفها، لكن دون تحديد المكان والزمان.  و ورد اسمين ثيوفوريين يشيران إلى كوبابا في نصوص من أوغاريت يعود تاريخها إلى عهد الملك المحلي ارخالبا (1315-1313 ق.م).  ويلاحظ أن الأفراد الذين يحملون هذه الأسماء كانوا على قلة عددهم من السكان المحليين وليسوا أجانب يقيمون مؤقتًا في أوغاريت. 
وردت إشارات إلى كوبابا في مجموعة نصوص من إيمار كذلك .  إذ تظهر في الأسماء الثيوفورية.  ويذكرها نص حوري إلى جانب كركميش مركز عبادتها، ويذكر إيسكارا وإيبلا وإلهًا لم يتم حفظ اسمه، ربما شوالا ، ومردمان . 
كانت كوبابا من بين الآلهة ذات الأصول الأجنبية التي استوردها الحيثيون ليعبدوها في ختوشا .  وهي موثقة بشكل أفضل في السياق الحيثي.  تبنى الحثيون التقاليد الحوريين المتعلقة بها من شمال سوريا وكيزواتنا .  منذ عهد شوبيليوليوما الأولى فصاعدًا، كان مركز عبادتها، كركميش، بمثابة مركز إدارة حيثي في شمال سوريا.  ومع ذلك، ظلت إلهة ثانوية في الديانة الحيثية .  في نصوص أرشيف بوغازكوي، تظهر بين الآلهة المذكورة في الكالوتي (قوائم القرابين) للإلهة الحورية خيبات ، عادةً إلى جانب أداما، أو هاشونتارهي، أو كليهما. 

### الألف الأول قبل الميلاد

#### شهادات لوفية
من الوسط الحوري في شمال سوريا، دخلت كوبابا في الدين اللوفي ، على الرغم من أن النقل حدث على ما يبدو في وقت متأخر نسبيًا،  في أوائل الألفية الأولى قبل الميلاد.  في العصر الحديدي، أصبحت مع ذلك الإلهة الرئيسية بين الآلهة اللوفية.  ربما في أعقاب سقوط الإمبراطورية الحثية، اختلطت التقاليد الحورية واللوفية، مما أدى إلى تشكيل الشكل المتأخر من البانتيون اللوفي، الذي ضمها.  واستمرت عبادتها في كركميش.  وكان ملوك هذه المدينة يستحضرونها كثيرًا، واستخدم أحدهم على الأقل لقب "محبوب كوبابا".  وانتشرت عبادتها أيضًا إلى كوماجيني ، وملاطيا ، ومستوطنات أخرى.  ومع ذلك، يبدو أن الشكل اللوفي لها لم يصل أبدًا إلى أبعد من غرب أو شمال تابال .  وورد ذكر ها في نقش لحمياتا، ملك ماسواري ( تل أحمر ) بين الآلهة الداعمة لهذا الحاكم. 

#### شهادات آرامية
أدخل الآراميون كوبابا في بانثيونهم في الألفية الأولى ق.م.  كانت الإلهة الرئيسية في مملكة سمأل .  وقد تم استدعاؤها إلى جانب راكابيل في نقش على نصب أورديك بورنو ، حيث قد تُخاطب باسم "كوبابا آرام "، ما يمكن أن يُفهم أنه شمال سوريا في هذا السياق، على الرغم من أن قراءة المقطع غير مؤكدة.  ويذكر نقش لكوتامووا، خادم ملكسمأل بانامووا ، تقديم كبش إلى كوبابا.  وتظهر كوبابا أيضًا في سياق آرامي إلى جانب رشف على لوحة تذكارية من تل صفير يعود تاريخها إلى القرن الثامن ق.م، ما قد يعكس تبني عبادتها مباشرة من كركميش.  وهي مدرجة ضمن الآلهة التي تم استدعاؤها في صيغة القسم في معاهدة بين ملك أرفاد الآرامي متع إيل وآشور نيراري الخامس . 

#### شهادات ليدية ويونانية
توجد إشارات نادرة إلى كوبابا في المصادر الليدية ، ووفقًا لما ذكره مانفريد هوتر، يمكن تفسيرها على أنها انتقال للتقاليد اللوفية.  مع أنه ليس من المؤكد كيف ومتى وصلت كوبابا إلى ليديا.  وفقًا لإيان روثرفورد، فإن الشكل الليدي لاسم كوبابا كان كڤاڤا.  وقد نسخ هيرودوت هذا الشكل من الاسم إلى اللغة اليونانية بصيغة كوبِلِيا Κυβήβη .  يوجد دليلين في النصوص الليدية فحسب،  أحدهما عبارة عن نقش جنائزي أخميني من مقبرة في سارد والذي يستحضر أيضًا شانتا وماريفداس. 
وفقًا لهيرودوت، أحرق اليونانيون معبد كڤاڤا في ليديا، عن طريق الخطأ، أثناء الثورة الأيونية في عام 498 قم.  وتوجد إشارة أخرى إلى نفس الإلهة في مقطع منسوب إلى هيبوناكس ،  والذي يذكر إلهة تدعى كوبِي .  وهي مدرجة إلى جانب ثراسيا بنديس ووصفت بأنها ابنة زيوس .  يظهر اسم كوبِي أيضًا في معاجم فوتيوس وهيسيكيوس ، اللذان أفادا أن هذا الاسم كان يستخدم للإشارة إلى أفروديت بين الليديين والفريجيين  قد تشير الإشارات إلى التقاليد الفريجية إلى أن الفريجيين كانوا يعبدون أفروديت تحت لقب مشابه، حيث من غير المرجح أن تكون كوبل هي الإلهة المقصودة بسبب شخصيتها المختلفة.  ويؤكد هيسيكيوس أيضًا أن "بعض الآخرين" استخدموا هذا الاسم للإشارة إلى أرتميس ، وهو ما قد يشير إلى أن الإلهة الليدية لم يكن لها أي تطابق مباشر في البانتيون اليوناني. 

## هوامش
1. 1 2 3 4 5  Hawkins 1983، صفحة 257.
2. ↑  Kryszat 2006، صفحة 112.
3. 1 2  Taracha 2009، صفحة 29.
4. ↑  Haas 2015، صفحة 384.
5. 1 2  Válek 2021، صفحة 53.
6. 1 2  Hawkins 1983، صفحة 258.
7. 1 2  Hawkins 1983، صفحة 260.
8. 1 2  Haas 2015، صفحة 406.
9. 1 2 3  Archi 2015، صفحة 15.
10. 1 2  Yakubovich 2010، صفحة 396.
11. ↑  Rubio 2010، صفحة 39.
12. ↑  Archi 2015، صفحة 14.
13. ↑  Rubio 1999، صفحة 3.
14. 1 2  Oreshko 2021، صفحة 132.
15. 1 2  Oreshko 2021، صفحة 141.
16. ↑  Edzard 1983، صفحة 299.
17. ↑  Frayne 2009، صفحة 52.
18. ↑  Marchesi 2002، صفحة 163.
19. 1 2  Krebernik 2011، صفحة 612.
20. ↑  Hawkins 1983، صفحات 260-261.
21. ↑  George 1993، صفحة 169.
22. ↑  Dalley 2002، صفحات 190-191.
23. ↑  Hutter 2017، صفحة 113.
24. 1 2 3 4  Oreshko 2021، صفحة 139.
25. 1 2 3  Rutherford 2020، صفحة 167.
26. ↑  Rutherford 2020، صفحة 168.
27. 1 2  Hutter 2017، صفحات 119-120.
28. 1 2 3  Oreshko 2021، صفحة 142.
29. 1 2 3  Hawkins 1983، صفحة 259.
30. ↑  Archi 2011، صفحة 7.
31. ↑  Marchetti & Peker 2018، صفحة 93.
32. ↑  Marchetti & Peker 2018، صفحة 90.
33. ↑  Niehr 2014، صفحة 164.
34. ↑  Hutter 2017، صفحة 114.
35. ↑  Archi 2013، صفحة 15.
36. ↑  Archi 2011، صفحة 11.
37. ↑  Archi 2015، صفحة 17.
38. ↑  Schwemer 2001، صفحة 622.
39. ↑  Archi 2014، صفحات 158-159.
40. 1 2  Pardee 2002، صفحة 281.
41. ↑  Taracha 2009، صفحات 228-9.
42. ↑  Kryszat 2006، صفحات 112-113.
43. ↑  Lauinger 2015، صفحة 297.
44. ↑  Frayne 1990، صفحة 789.
45. ↑  Frayne 1990، صفحة 781.
46. ↑  Hutter 2017، صفحة 115.
47. ↑  Oreshko 2021، صفحات 141-142.
48. ↑  Marchesi & Marchetti 2019، صفحة 527.
49. ↑  Marchesi & Marchetti 2019، صفحة 532.
50. ↑  Taracha 2009، صفحة 119.
51. ↑  Pardee 2002، صفحة 93.
52. ↑  Pardee 2002، صفحة 95.
53. ↑  Cohen 1993، صفحة 383.
54. ↑  van Soldt 2016، صفحة 101.
55. ↑  van Soldt 2016، صفحة 106.
56. ↑  Beckman 2002، صفحة 45.
57. ↑  Beckman 2002، صفحة 51.
58. ↑  Pfälzner 2020، صفحة 371.
59. 1 2  Taracha 2009، صفحة 96.
60. 1 2 3 4  Oreshko 2021، صفحة 143.
61. ↑  Hawkins 1983، صفحات 257-258.
62. ↑  Oreshko 2021، صفحة 144.
63. ↑  Hutter 2003، صفحة 272.
64. ↑  Yakubovich 2010، صفحة 392.
65. ↑  Niehr 2014، صفحة 160.
66. ↑  Niehr 2014، صفحة 159.
67. ↑  Niehr 2014، صفحة 155.
68. ↑  Niehr 2014، صفحة 151.
69. ↑  Hutter 2017، صفحة 118.
70. 1 2  Rutherford 2017، صفحة 83.
71. ↑  Oreshko 2021، صفحة 153.
72. 1 2 3  Oreshko 2021، صفحة 154.
73. ↑  Rutherford 2020، صفحة 169.
74. 1 2  Oreshko 2021، صفحة 155.
75. ↑  Oreshko 2021، صفحة 156.